# Copa del Rei de futbol
La Copa del Rei de futbol, oficialment Campionat d'Espanya – Copa de Sa Majestat el Rei i coneguda amb altres denominacions segons l'època, és la segona competició de futbol en importància que es disputa a Espanya, organitzada per la Reial Federació Espanyola de Futbol
El campió de Copa obté una plaça per disputar la Lliga Europa de la UEFA la temporada següent (fins al 1999 participava en la Recopa d'Europa). A més, disputa la Supercopa espanyola de futbol (entre 1946 i 1953 denominada Copa Eva Duarte) enfrontant-se al campió de la lliga espanyola de futbol.
El FC Barcelona és el club més premiat de la competició, amb 32 títols. L'Athletic Club és el segon amb més victòries, amb 24, mentre que el Reial Madrid és tercer, amb 20. El Futbol Club Barcelona és també el guanyador més recent, després de derrotar el Reial Madrid en la final del 2025 celebrada a l'Estadi de La Cartuja.

## Història
L'actual Copa del Rei de futbol espanyola va començar a disputar-se l'any 1903, després de celebrar-se l'any 1902 un torneig dedicat a la Coronació del rei Alfons XIII.
Tant el format, com el nombre de participants ha anat canviant amb el transcurs de la història. Històricament s'ha disputat per eliminatòries a doble volta, però en anys recents s'adoptà la disputa d'algunes eliminatòries a partit únic. Fins a la temporada 2004/2005 es disputava a partit únic en el camp del club de menor categoria, fins a la ronda de vuitens de final. La resta de la competició es disputava a doble partit. La final s'ha disputat històricament a partit únic en terreny neutral.
Pel que fa al nombre de clubs que hi prenien part, el primer campionat fou per invitació. Posteriorment hi participaven els campions dels diferents campionats territorials, com el Campionat de Catalunya de futbol. Cap als anys vint començaren a participar els dos o tres millor classificats de cada campionat territorial. Amb l'arribada del franquisme, els campionats territorials van desaparèixer i els participants sortien de la lliga espanyola. Actualment la disputen els clubs de primera divisió espanyola, segona, els millors de Segona B i els campions de tercera.

### Altres denominacions
- 1903 - 1932: Campionat d'Espanya - Copa del Rei Alfons XIII
- 1932 - 1936: Copa d'Espanya - Torneig President de la República
- 1939: Trofeu del Generalíssim
- 1940 - 1976: Copa del Generalíssim
- des de 1977: Copa del Rei

L'any 1902 es disputà la Copa de la Coronació, celebrada amb motiu de la coronació del rei Alfons XIII, però no reconeguda oficialment per la Federació Espanyola.
L'any 1937 es disputà la Copa de l'Espanya Lliure (Trofeu President de la República), amb la participació només de clubs dels Països Catalans. Aquesta competició no va ser reconeguda oficialment per la Federació Espanyola de Futbol fins al 25 de març de 2023.

## Historial
| NOTA: noms dels clubs i banderes segons l'època. pr. = pròrroga; p. = penals |

| Any                                                      | Campió                                    | Resultat                                  | Finalista                                 | Seu final                                 |
| -------------------------------------------------------- | ----------------------------------------- | ----------------------------------------- | ----------------------------------------- | ----------------------------------------- |
| Copa de la Coronació (no oficial)                        |                                           |                                           |                                           |                                           |
| 1902                                                     | Club Bizcaya                              | 2 - 1                                     | FC Barcelona                              | Hipódromo de la Castellana, Madrid        |
| Campionat d'Espanya - Copa de Sa Majestat el Rei         |                                           |                                           |                                           |                                           |
| 1903                                                     | Athletic Club                             | 3 - 2                                     | Madrid FC                                 | Hipódromo de la Castellana, Madrid        |
| 1904                                                     | Athletic Club                             | Final no disputada                        | Final no disputada                        | Final no disputada                        |
| 1905                                                     | Madrid FC                                 | 1 - 0                                     | Athletic Club                             | Tiro del Pichón, Madrid                   |
| 1906                                                     | Madrid FC                                 | 4 - 1                                     | Athletic Club                             | Hipódromo de la Castellana, Madrid        |
| 1907                                                     | Madrid FC                                 | 1 - 0                                     | Club Bizcaya                              | Hipódromo de la Castellana, Madrid        |
| 1908                                                     | Madrid FC                                 | 2 - 1                                     | Vigo FC                                   | Campo del Madrid, Madrid                  |
| 1909                                                     | CC San Sebastián                          | 3 - 1                                     | Español de Madrid                         | Campo del Madrid, Madrid                  |
| 1910-I                                                   | FC Barcelona                              | 3 - 2                                     | Español de Madrid                         | Tiro del Pichón, Madrid                   |
| 1910-II                                                  | Athletic Club                             | 1 - 0                                     | Vasconia SC                               | Ondarreta, Sant Sebastià                  |
| 1911                                                     | Athletic Club                             | 3 - 1                                     | CD Espanyol                               | Jolaseta, Getxo                           |
| 1912                                                     | FC Barcelona                              | 2 - 0                                     | RS Gimnástica Española                    | L'Escopidora, Barcelona                   |
| 1913-I                                                   | Rácing de Irún                            | 2 - 2 (pr.) / (1 - 0)                     | Athletic Club                             | Camp d'O'Donnell, Madrid                  |
| 1913-II                                                  | FC Barcelona                              | 2 - 2, 0 - 0 / 2 - 1                      | Reial Societat                            | L'Escopidora, Barcelona                   |
| 1914                                                     | Athletic Club                             | 2 - 1                                     | FC Espanya                                | Amute, Irun                               |
| 1915                                                     | Athletic Club                             | 5 - 0                                     | RCD Espanyol                              | Amute, Irun                               |
| 1916                                                     | Athletic Club                             | 4 - 0                                     | Madrid FC                                 | L'Escopidora, Barcelona                   |
| 1917                                                     | Madrid FC                                 | 0 - 0 (pr.) / (2 - 1)                     | Arenas de Getxo                           | L'Escopidora, Barcelona                   |
| 1918                                                     | Real Unión Club                           | 2-0                                       | Madrid FC                                 | Camp d'O'Donnell, Madrid                  |
| 1919                                                     | Arenas de Getxo                           | 5 - 2 (pr.)                               | FC Barcelona                              | Martínez Campos, Madrid                   |
| 1920                                                     | FC Barcelona                              | 2 - 0                                     | Athletic Club                             | El Molinón, Gijón                         |
| 1921                                                     | Athletic Club                             | 4 - 1                                     | Athletic de Madrid                        | San Mamés, Bilbao                         |
| 1922                                                     | FC Barcelona                              | 5 - 1                                     | Real Unión Club                           | Camp de Coia, Vigo                        |
| 1923                                                     | Athletic Club                             | 1 - 0                                     | CD Europa                                 | Les Corts, Barcelona                      |
| 1924                                                     | Real Unión Club                           | 1 - 0                                     | Real Madrid FC                            | Atocha, Sant Sebastià                     |
| 1925                                                     | FC Barcelona                              | 2 - 0                                     | Arenas de Getxo                           | Reina Victòria, Sevilla                   |
| 1926                                                     | FC Barcelona                              | 3 - 2 (pr.)                               | Athletic de Madrid                        | Mestalla, València                        |
| 1927                                                     | Real Unión Club                           | 1 - 0 (pr.)                               | Arenas de Getxo                           | Torrero, Saragossa                        |
| 1928                                                     | FC Barcelona                              | 1 - 1 (pr.) / (1 - 1, 3 - 1)              | Reial Societat                            | El Sardinero, Santander                   |
| 1929                                                     | RCD Espanyol                              | 2 - 1                                     | Real Madrid FC                            | Mestalla, València                        |
| 1930                                                     | Athletic Club                             | 3 - 2 (pr.)                               | Real Madrid FC                            | Montjuïc, Barcelona                       |
| Campionat d'Espanya - Copa del President de la República |                                           |                                           |                                           |                                           |
| 1931                                                     | Athletic Club                             | 3 - 1                                     | Betis Balompié                            | Chamartín, Madrid                         |
| 1932                                                     | Athletic Club                             | 1 - 0                                     | FC Barcelona                              | Chamartín, Madrid                         |
| 1933                                                     | Athletic Club                             | 2 - 1                                     | Madrid FC                                 | Montjuïc, Barcelona                       |
| 1934                                                     | Madrid FC                                 | 2 - 1                                     | València FC                               | Montjuïc, Barcelona                       |
| 1935                                                     | Sevilla FC                                | 3 - 0                                     | CE Sabadell                               | Chamartín, Madrid                         |
| 1936                                                     | Madrid FC                                 | 2 - 1                                     | FC Barcelona                              | Mestalla, València                        |
| Copa de l'Espanya Lliure                                 |                                           |                                           |                                           |                                           |
| 1937                                                     | Llevant FC                                | 1 - 0                                     | València FC                               | Sarrià, Barcelona                         |
| 1938                                                     | No disputat per la Guerra Civil Espanyola | No disputat per la Guerra Civil Espanyola | No disputat per la Guerra Civil Espanyola | No disputat per la Guerra Civil Espanyola |
| Campionat d'Espanya - Torneig nacional de futbol         |                                           |                                           |                                           |                                           |
| 1939                                                     | Sevilla FC                                | 6 - 2                                     | RC Ferrol                                 | Montjuïc, Barcelona                       |
| Campionat d'Espanya - Copa del Generalíssim              |                                           |                                           |                                           |                                           |
| 1940                                                     | RCD Espanyol                              | 3 - 2 (pr.)                               | Madrid FC                                 | Vallecas, Madrid                          |
| 1941                                                     | València CF                               | 3 - 1                                     | RCD Espanyol                              | Chamartín, Madrid                         |
| 1942                                                     | CF Barcelona                              | 4 - 3 (pr.)                               | Atlético de Bilbao                        | Chamartín, Madrid                         |
| 1943                                                     | Atlético de Bilbao                        | 1 - 0 (pr.)                               | Real Madrid CF                            | Metropolitano, Madrid                     |
| 1944                                                     | Atlético de Bilbao                        | 2 - 0                                     | València CF                               | Montjuïc, Barcelona                       |
| 1945                                                     | Atlético de Bilbao                        | 3 - 2                                     | València CF                               | Montjuïc, Barcelona                       |
| 1946                                                     | Real Madrid CF                            | 3 - 1                                     | València CF                               | Montjuïc, Barcelona                       |
| 1947                                                     | Real Madrid CF                            | 2 - 0 (pr.)                               | RCD Espanyol                              | Riazor, La Corunya                        |
| 1948                                                     | Sevilla CF                                | 4 - 1                                     | RC Celta de Vigo                          | Nuevo Chamartín, Madrid                   |
| 1949                                                     | València CF                               | 1 - 0                                     | Atlético de Bilbao                        | Nuevo Chamartín, Madrid                   |
| 1950                                                     | Atlético de Bilbao                        | 4 - 1 (pr.)                               | Valladolid Deportivo                      | Nuevo Chamartín, Madrid                   |
| 1951                                                     | CF Barcelona                              | 3 - 0                                     | Reial Societat                            | Nuevo Chamartín, Madrid                   |
| 1952                                                     | CF Barcelona                              | 4 - 2                                     | València CF                               | Nuevo Chamartín, Madrid                   |
| 1953                                                     | CF Barcelona                              | 2 - 1                                     | Atlético de Bilbao                        | Nuevo Chamartín, Madrid                   |
| 1954                                                     | València CF                               | 3 - 0                                     | CF Barcelona                              | Nuevo Chamartín, Madrid                   |
| 1955                                                     | Atlético de Bilbao                        | 1 - 0                                     | Sevilla CF                                | Santiago Bernabéu, Madrid                 |
| 1956                                                     | Atlético de Bilbao                        | 2 - 1                                     | Atlético de Madrid                        | Santiago Bernabéu, Madrid                 |
| 1957                                                     | CF Barcelona                              | 1 - 0                                     | RCD Espanyol                              | Montjuïc, Barcelona                       |
| 1958                                                     | Atlético de Bilbao                        | 2 - 0                                     | Real Madrid CF                            | Santiago Bernabéu, Madrid                 |
| 1959                                                     | CF Barcelona                              | 4 - 1                                     | Granada CF                                | Santiago Bernabéu, Madrid                 |
| 1960                                                     | Atlético de Madrid                        | 3 - 1                                     | Real Madrid CF                            | Santiago Bernabéu, Madrid                 |
| 1961                                                     | Atlético de Madrid                        | 3 - 2                                     | Real Madrid CF                            | Santiago Bernabéu, Madrid                 |
| 1962                                                     | Real Madrid CF                            | 2 - 1                                     | Sevilla CF                                | Santiago Bernabéu, Madrid                 |
| 1963                                                     | CF Barcelona                              | 3 - 1                                     | Reial Saragossa                           | Camp Nou, Barcelona                       |
| 1964                                                     | Reial Saragossa                           | 2 - 1                                     | Atlético de Madrid                        | Santiago Bernabéu, Madrid                 |
| 1965                                                     | Atlético de Madrid                        | 1 - 0                                     | Reial Saragossa                           | Santiago Bernabéu, Madrid                 |
| 1966                                                     | Reial Saragossa                           | 2 - 0                                     | Atlético de Bilbao                        | Santiago Bernabéu, Madrid                 |
| 1967                                                     | València CF                               | 2 - 1                                     | Atlético de Bilbao                        | Santiago Bernabéu, Madrid                 |
| 1968                                                     | CF Barcelona                              | 1 - 0                                     | Real Madrid CF                            | Santiago Bernabéu, Madrid                 |
| 1969                                                     | Atlético de Bilbao                        | 1 - 0                                     | Elx CF                                    | Santiago Bernabéu, Madrid                 |
| 1970                                                     | Real Madrid CF                            | 3 - 0                                     | València CF                               | Camp Nou, Barcelona                       |
| 1971                                                     | CF Barcelona                              | 4 - 3 (pr.)                               | València CF                               | Santiago Bernabéu, Madrid                 |
| 1972                                                     | Atlético de Madrid                        | 2 - 1                                     | València CF                               | Santiago Bernabéu, Madrid                 |
| 1973                                                     | Atlético de Bilbao                        | 2 - 0                                     | CE Castelló                               | Vicente Calderón, Madrid                  |
| 1974                                                     | Real Madrid CF                            | 4 - 0                                     | CF Barcelona                              | Vicente Calderón, Madrid                  |
| 1975                                                     | Real Madrid CF                            | 0 - 0 (4 - 3 p.)                          | Atlético de Madrid                        | Vicente Calderón, Madrid                  |
| 1976                                                     | Atlético de Madrid                        | 1 - 0                                     | Reial Saragossa                           | Santiago Bernabéu, Madrid                 |
| Campionat d'Espanya - Copa de Sa Majestat el Rei         |                                           |                                           |                                           |                                           |
| 1977                                                     | Reial Betis                               | 2 - 2 (8 - 7 p.)                          | Athletic Club                             | Vicente Calderón, Madrid                  |
| 1978                                                     | FC Barcelona                              | 3 - 1                                     | UD Las Palmas                             | Santiago Bernabéu, Madrid                 |
| 1979                                                     | València CF                               | 2 - 0                                     | Real Madrid CF                            | Vicente Calderón, Madrid                  |
| 1980                                                     | Real Madrid CF                            | 6 - 1                                     | Castilla CF                               | Santiago Bernabéu, Madrid                 |
| 1981                                                     | FC Barcelona                              | 3 - 1                                     | Sporting de Gijón                         | Vicente Calderón, Madrid                  |
| 1982                                                     | Real Madrid CF                            | 2 - 1                                     | Sporting de Gijón                         | Nuevo José Zorrilla, Valladolid           |
| 1983                                                     | FC Barcelona                              | 2 - 1                                     | Real Madrid CF                            | La Romareda, Saragossa                    |
| 1984                                                     | Athletic Club                             | 1 - 0                                     | FC Barcelona                              | Santiago Bernabéu, Madrid                 |
| 1985                                                     | Atlético de Madrid                        | 2 - 1                                     | Athletic Club                             | Santiago Bernabéu, Madrid                 |
| 1986                                                     | Reial Saragossa                           | 1 - 0                                     | FC Barcelona                              | Vicente Calderón, Madrid                  |
| 1987                                                     | Reial Societat                            | 2 - 2 (4 - 2 p.)                          | Atlético de Madrid                        | La Romareda, Saragossa                    |
| 1988                                                     | FC Barcelona                              | 1 - 0                                     | Reial Societat                            | Santiago Bernabéu, Madrid                 |
| 1989                                                     | Real Madrid CF                            | 1 - 0                                     | Real Valladolid CF                        | Vicente Calderón, Madrid                  |
| 1990                                                     | FC Barcelona                              | 2 - 0                                     | Real Madrid CF                            | Luis Casanova, València                   |
| 1991                                                     | Atlético de Madrid                        | 1 - 0 (pr.)                               | RCD Mallorca                              | Santiago Bernabéu, Madrid                 |
| 1992                                                     | Atlético de Madrid                        | 2 - 0                                     | Real Madrid CF                            | Santiago Bernabéu, Madrid                 |
| 1993                                                     | Real Madrid CF                            | 2 - 0                                     | Reial Saragossa                           | Luis Casanova, València                   |
| 1994                                                     | Reial Saragossa                           | 0 - 0 (5 - 4 p.)                          | RC Celta de Vigo                          | Vicente Calderón, Madrid                  |
| 1995                                                     | RCD La Coruña                             | 2 - 1                                     | València CF                               | Santiago Bernabéu, Madrid                 |
| 1996                                                     | Atlético de Madrid                        | 1 - 0 (pr.)                               | FC Barcelona                              | La Romareda, Saragossa                    |
| 1997                                                     | FC Barcelona                              | 3 - 2 (pr.)                               | Reial Betis                               | Santiago Bernabéu, Madrid                 |
| 1998                                                     | FC Barcelona                              | 1 - 1 (5 - 4 p.)                          | RCD Mallorca                              | Mestalla, València                        |
| 1999                                                     | València CF                               | 3 - 0                                     | Atlético de Madrid                        | La Cartuja, Sevilla                       |
| 2000                                                     | RCD Espanyol                              | 2 - 1                                     | Atlético de Madrid                        | Mestalla, València                        |
| 2001                                                     | Reial Saragossa                           | 3 - 1                                     | RC Celta de Vigo                          | La Cartuja, Sevilla                       |
| 2002                                                     | RCD La Coruña                             | 2 - 1                                     | Real Madrid CF                            | Santiago Bernabéu, Madrid                 |
| 2003                                                     | RCD Mallorca                              | 3 - 0                                     | RC Recreativo de Huelva                   | Martínez Valero, Elx                      |
| 2004                                                     | Reial Saragossa                           | 3 - 2 (pr.)                               | Real Madrid CF                            | Lluís Companys, Barcelona                 |
| 2005                                                     | Reial Betis                               | 2 - 1 (pr.)                               | CA Osasuna                                | Vicente Calderón, Madrid                  |
| 2006                                                     | RCD Espanyol                              | 4 - 1                                     | Reial Saragossa                           | Santiago Bernabéu, Madrid                 |
| 2007                                                     | Sevilla CF                                | 1 - 0                                     | Getafe CF                                 | Santiago Bernabéu, Madrid                 |
| 2008                                                     | València CF                               | 3 - 1                                     | Getafe CF                                 | Vicente Calderón, Madrid                  |
| 2009                                                     | FC Barcelona                              | 4 - 1                                     | Athletic Club                             | Mestalla, València                        |
| 2010                                                     | Sevilla CF                                | 2 - 0                                     | Atlético de Madrid                        | Camp Nou, Barcelona                       |
| 2011                                                     | Real Madrid CF                            | 1 - 0 (pr.)                               | FC Barcelona                              | Mestalla, València                        |
| 2012                                                     | FC Barcelona                              | 3 - 0                                     | Athletic Club                             | Vicente Calderón, Madrid                  |
| 2013                                                     | Atlético de Madrid                        | 2 - 1 (pr.)                               | Real Madrid CF                            | Santiago Bernabéu, Madrid                 |
| 2014                                                     | Real Madrid CF                            | 2 - 1                                     | FC Barcelona                              | Mestalla, València                        |
| 2015                                                     | FC Barcelona                              | 3 - 1                                     | Athletic Club                             | Camp Nou, Barcelona                       |
| 2016                                                     | FC Barcelona                              | 2 - 0 (pr.)                               | Sevilla CF                                | Vicente Calderón, Madrid                  |
| 2017                                                     | FC Barcelona                              | 3 - 1                                     | Deportivo Alavés                          | Vicente Calderón, Madrid                  |
| 2018                                                     | FC Barcelona                              | 5 - 0                                     | Sevilla CF                                | Metropolitano, Madrid                     |
| 2019                                                     | València CF                               | 2 - 1                                     | FC Barcelona                              | Benito Villamarín, Sevilla                |
| 2020                                                     | Reial Societat                            | 1 - 0                                     | Athletic Club                             | La Cartuja, Sevilla                       |
| 2021                                                     | FC Barcelona                              | 4 - 0                                     | Athletic Club                             | La Cartuja, Sevilla                       |
| 2022                                                     | Reial Betis                               | 1 - 1 (5 - 4 p.)                          | València CF                               | La Cartuja, Sevilla                       |
| 2023                                                     | Real Madrid CF                            | 2 - 1                                     | CA Osasuna                                | La Cartuja, Sevilla                       |
| 2024                                                     | Athletic Club                             | 1 - 1 (4 - 2 p.)                          | RCD Mallorca                              | La Cartuja, Sevilla                       |
| 2025                                                     | FC Barcelona                              | 3 - 2 (pr.)                               | Real Madrid CF                            | La Cartuja, Sevilla                       |

## Palmarès
| Equip                        | Campió | Subcampió | Anys campió | Anys subcampió |
| ---------------------------- | ------ | --------- | --- | --- |
| Futbol Club Barcelona        | 32     | 12        | 1910, 1912, 1913, 1920, 1922, 1925, 1926, 1928, 1942, 1951, 1952, 1953, 1957, 1959, 1963, 1968, 1971, 1978, 1981, 1983, 1988, 1990, 1997, 1998, 2009, 2012, 2015, 2016, 2017, 2018, 2021, 2025 | 1902, 1919, 1932, 1936, 1954, 1974, 1984, 1986, 1996, 2011, 2014, 2019                                                       |
| Athletic Club de Bilbao      | 24     | 16        | 1903, 1904, 1910, 1911, 1914, 1915, 1916, 1921, 1923, 1930, 1931, 1932, 1933, 1943, 1944, 1945, 1950, 1955, 1956, 1958, 1969, 1973, 1984, 2024                                                 | 1905, 1906, 1913, 1920, 1942, 1949, 1953, 1966, 1967, 1977, 1985, 2009, 2012, 2015, 2020, 2021                               |
| Reial Madrid Club de Futbol  | 20     | 21        | 1905, 1906, 1907, 1908, 1917, 1934, 1936, 1946, 1947, 1962, 1970, 1974, 1975, 1980, 1982, 1989, 1993, 2011, 2014, 2023                                                                         | 1903, 1916, 1918, 1924, 1929, 1930, 1933, 1940, 1943, 1958, 1960, 1961, 1968, 1979, 1983, 1990, 1992, 2002, 2004, 2013, 2025 |
| Club Atlético de Madrid      | 10     | 9         | 1960, 1961, 1965, 1972, 1976, 1985, 1991, 1992, 1996, 2013 | 1921, 1926, 1956, 1964, 1975, 1987, 1999, 2000, 2010                                                                         |
| València Club de Futbol      | 8      | 11        | 1941, 1949, 1954, 1967, 1979, 1999, 2008, 2019 | 1934, 1937, 1944, 1945, 1946, 1952, 1970, 1971, 1972, 1995, 2022                                                             |
| Reial Saragossa              | 6      | 5         | 1964, 1966, 1986, 1994, 2001, 2004 | 1963, 1965, 1976, 1993, 2006                                                                                                 |
| Sevilla Fútbol Club          | 5      | 4         | 1935, 1939, 1948, 2007, 2010 | 1955, 1962, 2016, 2018 |
| Reial Club Deportiu Espanyol | 4      | 5         | 1929, 1940, 2000, 2006 | 1911, 1915, 1941, 1947, 1957                                                                                                 |
| Real Unión de Irun           | 4      | 1         | 1913, 1918, 1924, 1927 | 1922 |
| Reial Societat               | 3      | 5         | 1909, 1987, 2020 | 1910, 1913, 1928, 1951, 1988                                                                                                 |
| Real Betis Balompié          | 3      | 2         | 1977, 2005, 2022 | 1931, 1997 |
| Deportivo de La Coruña       | 2      | -         | 1995, 2002 | - |
| Arenas Club de Getxo         | 1      | 3         | 1919 | 1917, 1925, 1927 |
| Reial Club Deportiu Mallorca | 1      | 3         | 2003 | 1991, 1998, 2024 |
| Llevant UE                   | 1      | -         | 1937 | - |
| Club Bizcaya                 | 1      | 1         | 1902 | 1907 |